# غرناطة (الكويت)
غرناطة ، منطقة من مناطق محافظة العاصمة في الكويت.
سميت بهذا الاسم نسبة إلى مدينة غرناطة في إسبانيا.